# شهرستان زییانگ
شهرستان زییانگ (به لاتین: Ziyang County) یک شهرستان‌های جمهوری خلق چین در چین است که در آنکانگ واقع شده‌است.
 شهرستان زییانگ ۲٬۲۰۴ کیلومتر مربع مساحت و ۲۸۳٬۹۴۷ نفر جمعیت دارد و ۳۳۶ متر بالاتر از سطح دریا واقع شده‌است.